# Абулела, Лейла
Лейла Абулела (араб. ليلى ابوالعلا‎, 1964, Каир) — суданская писательница, пишет на английском языке.

## Биография
Выросла в Хартуме, окончила американскую школу, экономический факультет Хартумского университета (1985), а затем Лондонскую школу экономики. В 1990 переехала в Абердин, где начала писать. В 2000—2012 жила в Джакарте, Дубае, Абу-Даби, Дохе. Мать троих детей, в настоящее время живёт в Абердине.
Входит в консультативный совет НКО African Writers Trust.

## Произведения

### Романы
- Переводчик / The Translator (1999; по оценке The New York Times, вошёл в число лучших книг года, был номинирован на премию Оранж)
- Минарет / Minaret (2005, номинация на премию Оранж и Дублинскую литературную премию)
- Аллея поэтов/ Lyrics Alley (2011, вошёл в длинный список премии Оранж, короткий список литературной премии Британского содружества, завоевал книжную премию Шотландии)

### Новеллы
- Coloured Lights (2001)

## Признание
Первый лауреат премии Кейна по африканской литературе (2000).